# Lummen
Lummen (en limburguès Leume) és un municipi belga de la província de Limburg a la regió de Flandes. Està compost per les seccions de Lummen, Linkhout i Meldert. Limita al nord-oest amb Diest, al nord amb Beringen, a l'oest amb Halen, a l'est amb Heusden-Zolder, al sud amb Herk-de-Stad i al sud-oest amb Hasselt.

## Evolució demogràfica
Font: Lokalestatistieken.be

## Habitants il·lustres
- Eric Vanderaerden: ciclista
- Marc Wauters: ciclista